# تهمت (فیلم ۱۹۵۶)
تهمت (انگلیسی: Slander) یک فیلم به کارگردانی روی رولند است که در سال ۱۹۵۶ منتشر شد.

## بازیگران
- ون جانسون
- آن بلایت
- استیو کوکران
- مارجوری رامبئو
- ریچارد آیر
- هارولد جی استون
- لورن تاتل
- لوئیس مارتین
- آیرین تدرو